# Stefania Pirozzi
Stefania Pirozzi (ur. 16 grudnia 1993 w Benewent) – włoska pływaczka, specjalizująca się głównie w stylu motylkowym i zmiennym.
Wicemistrzyni Europy na krótkim basenie z Chartres (2012) na 200 m stylem motylkowym. Trzykrotna medalistka mistrzostw Europy juniorów z Pragi (2009).
Uczestniczka igrzysk olimpijskich w Londynie (22. miejsce na 400 m stylem zmiennym).